# قلعة غليني
قلعة غلين (بالإستونية: Glehni loss) (بالألمانية: Hohenhaupt) هي قلعة تقع عند سفح التل في مقاطعة نومّا إحدى المناطق الادارية بمدينة تالين عاصمة إستونيا.

## التاريخ
تم تصميم وبناء القلعة من قبل نيكولاي فون غلين وهو مالك أراضٍ وشخصية عامة، في الجزء الشمالي من عزبة وقرية يلغيماي التي تملكها أسرته الثرية، حيث قرر أن تكون قلعة غلين مقر إقامته الجديد. وتم الانتهاء من بناء القلعة عام 1886.
قلعة غلين محاطة بمتنزه وعدد من المباني مثل بيت النخلة (1900-1910) وبرج المرصد الفلكي (1910)، كما تضم عدداً من التماثيل منها تمثال (كاليفيبويغ)(1908) و (التمساح) (1908) وهما من تصميم غلين نفسه.
وبعد أن هاجر غلين إلى ألمانيا عام 1918 تعرضت القلعة للنهب وفقد أهميته، وخلال فترة الستينيات بدأت عملية ترميم القلعة، وتم افتتاحها بعد اكتمال أعمال الصيانة في 24 مارس 1977.

## في الثقافة
في عام 1981 تم تصوير الفيلم السوفييتي (The Hound of the Baskervilles) في قلعة غلين.

## معرض الصور

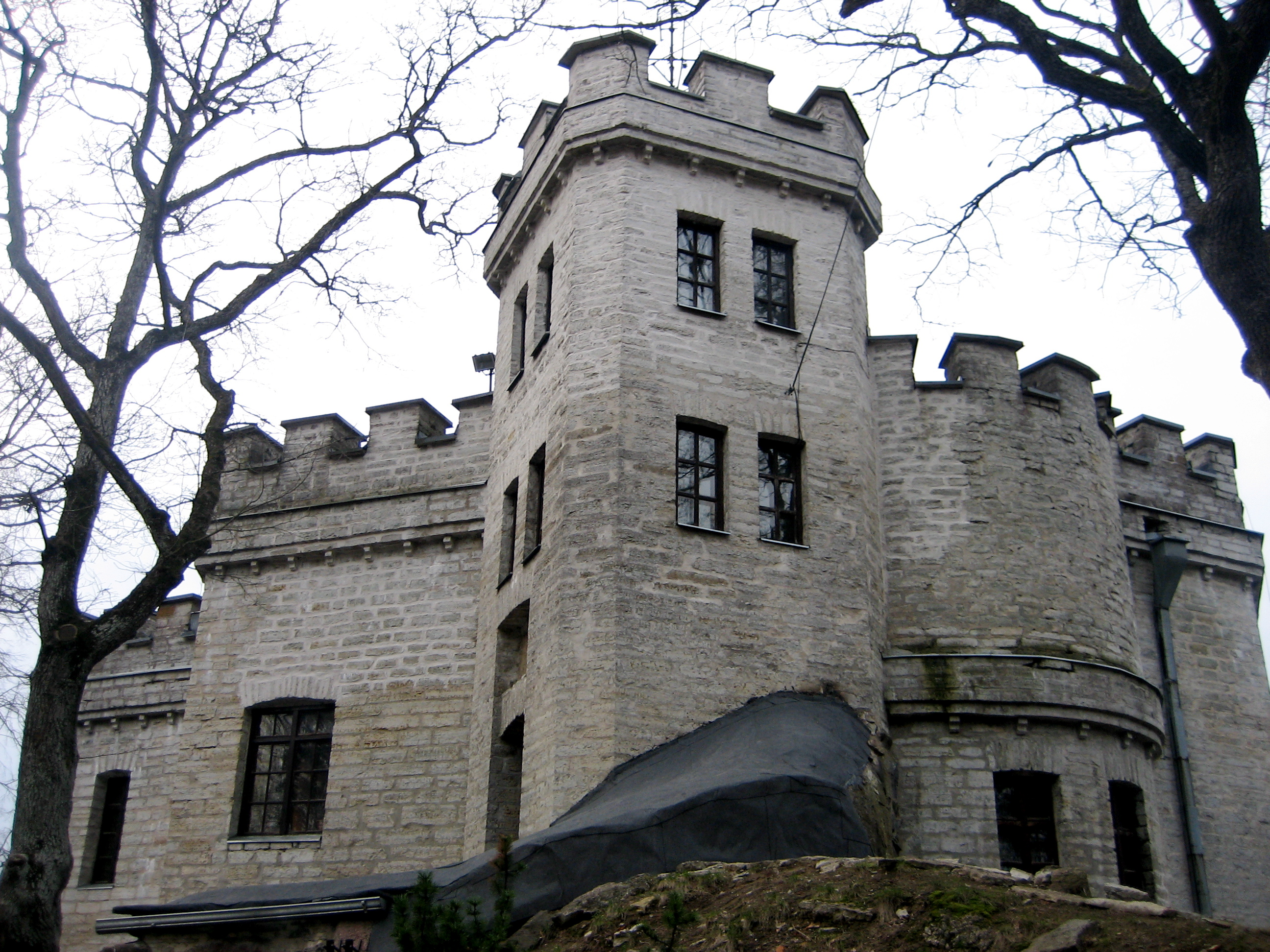
قلعة غلين
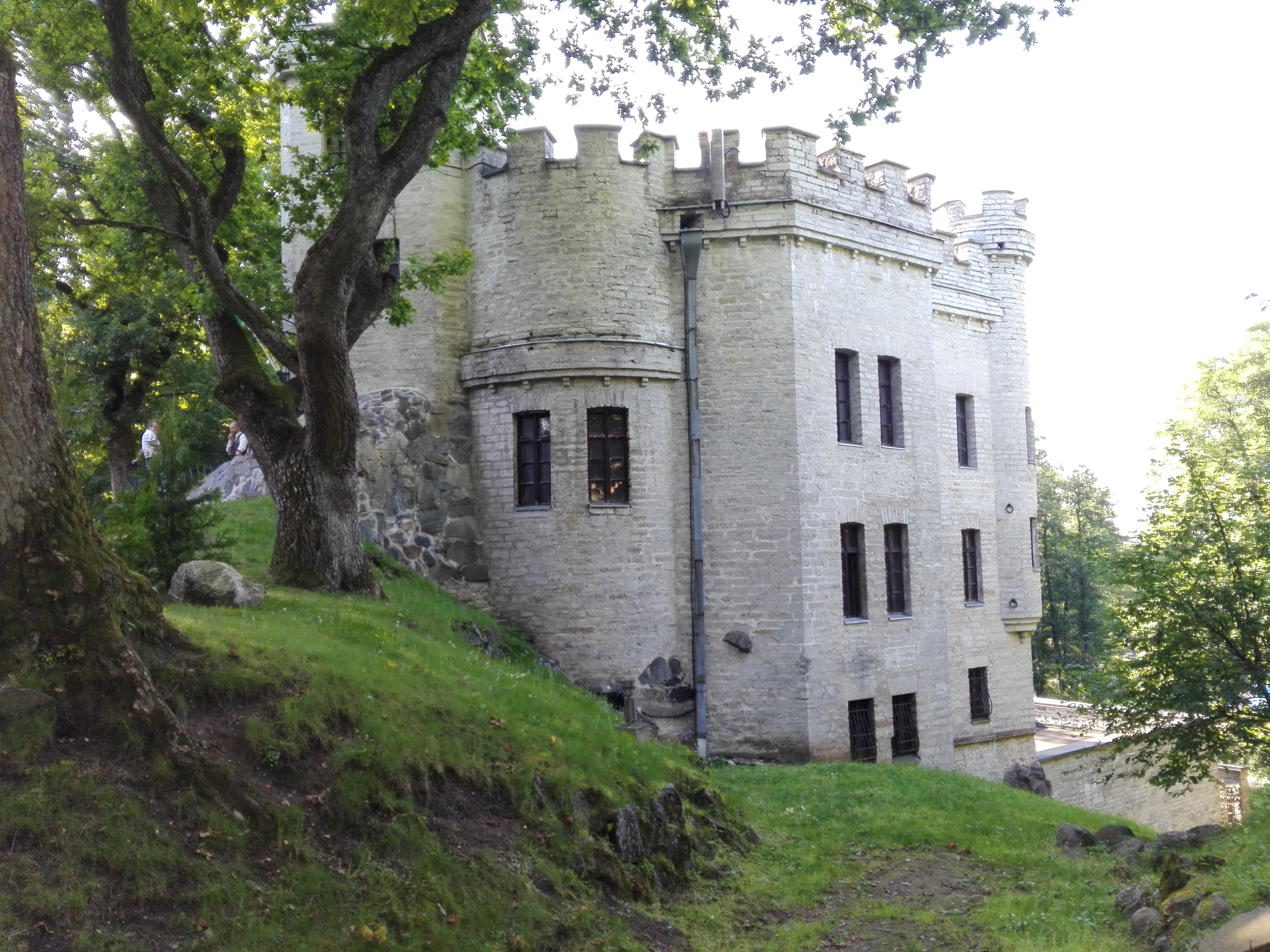
منظر جانبي للقلعة
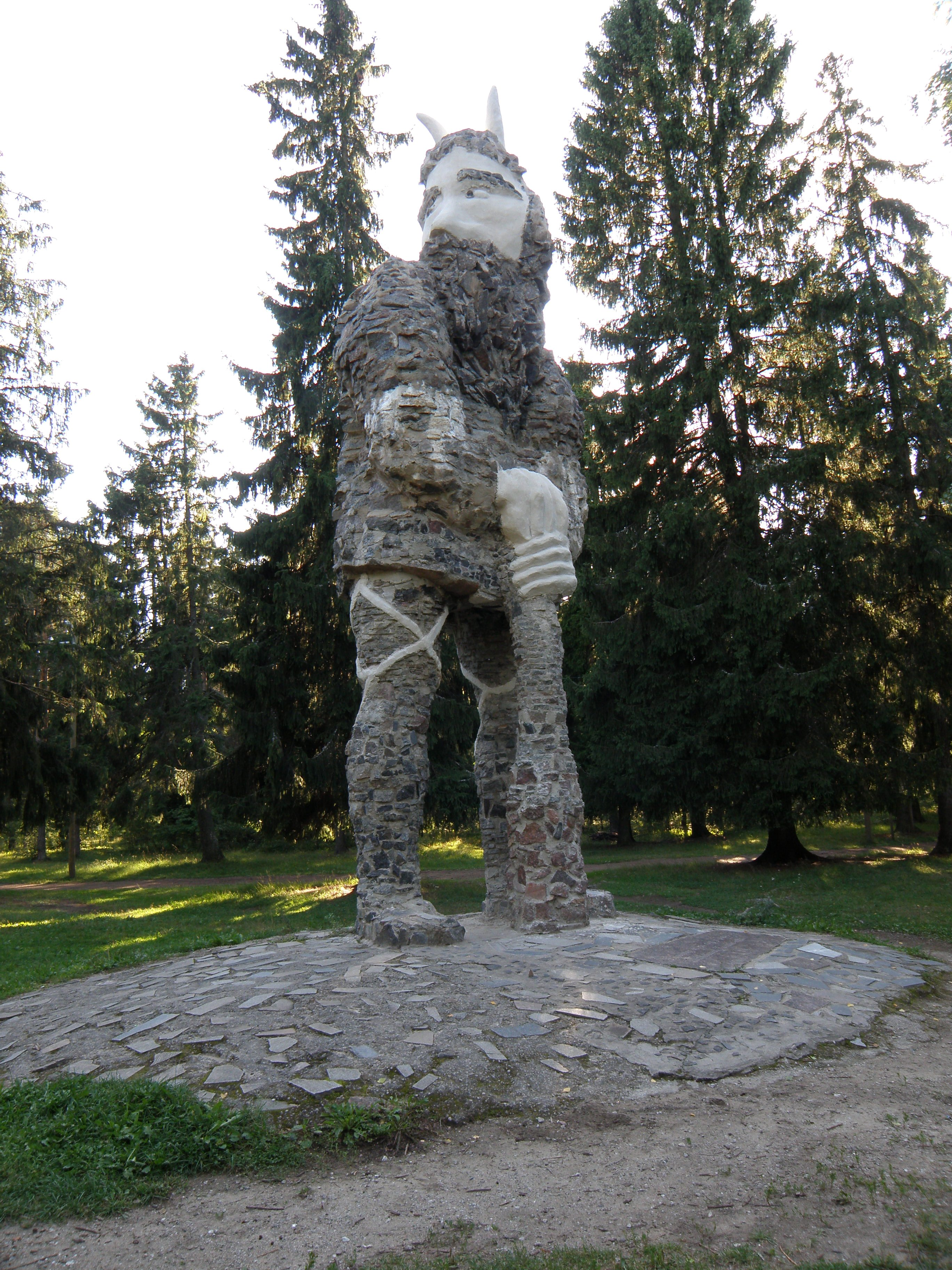
تمثال كاليفيبويغ
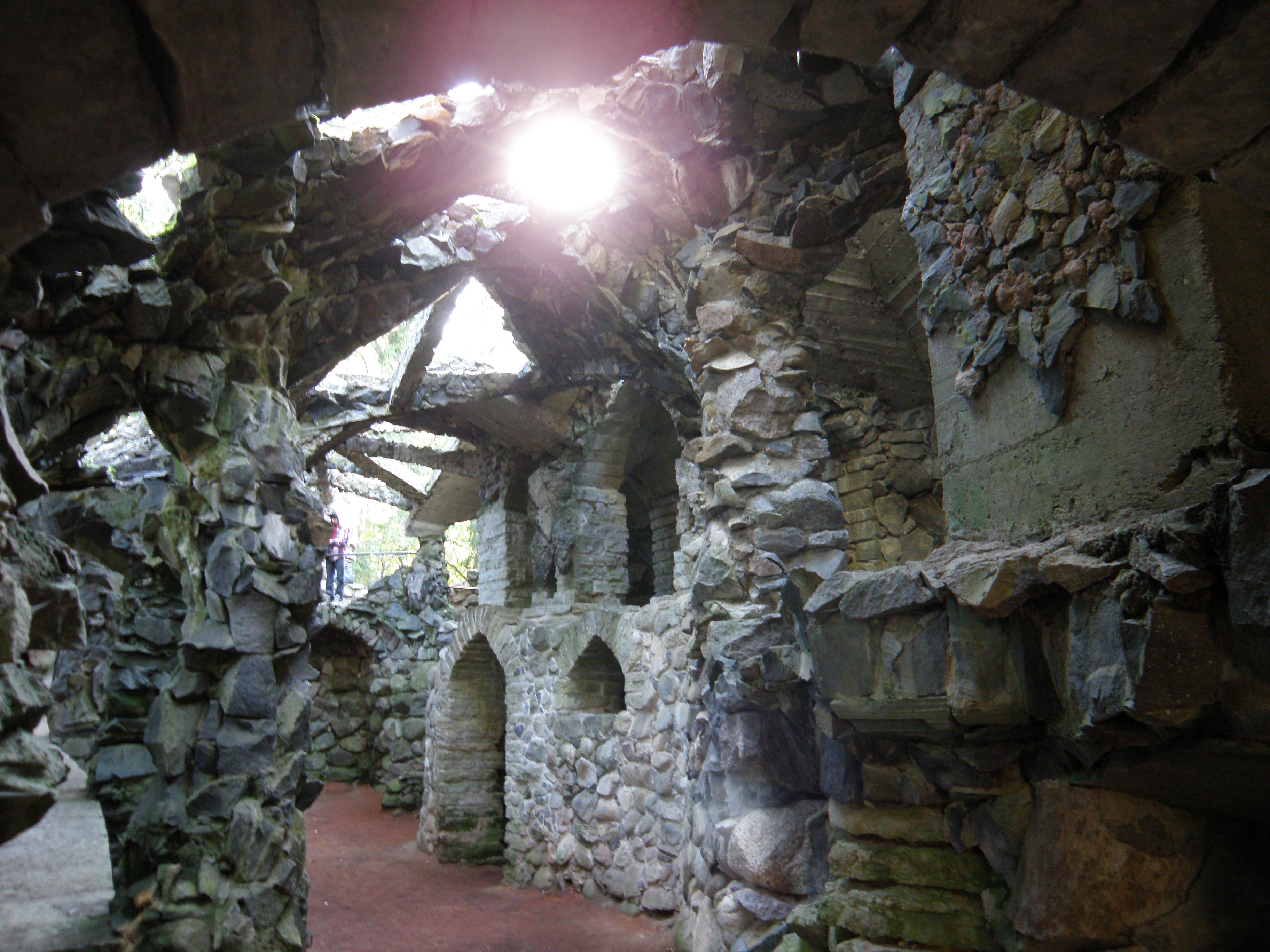
داخل بيت النخلة
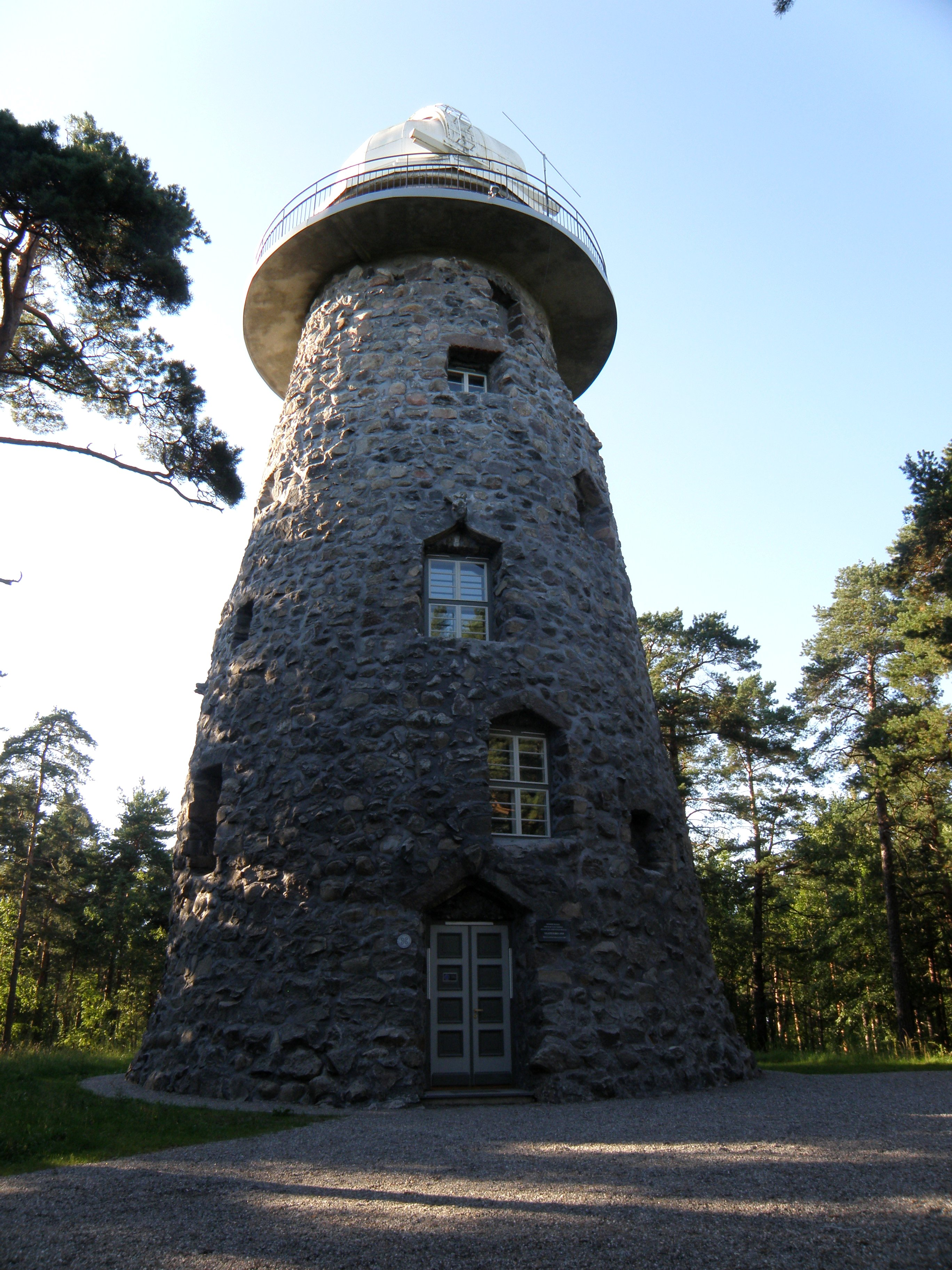
برج مراقبة القلعة أصبح اليوم مرصد تالين الفلكي
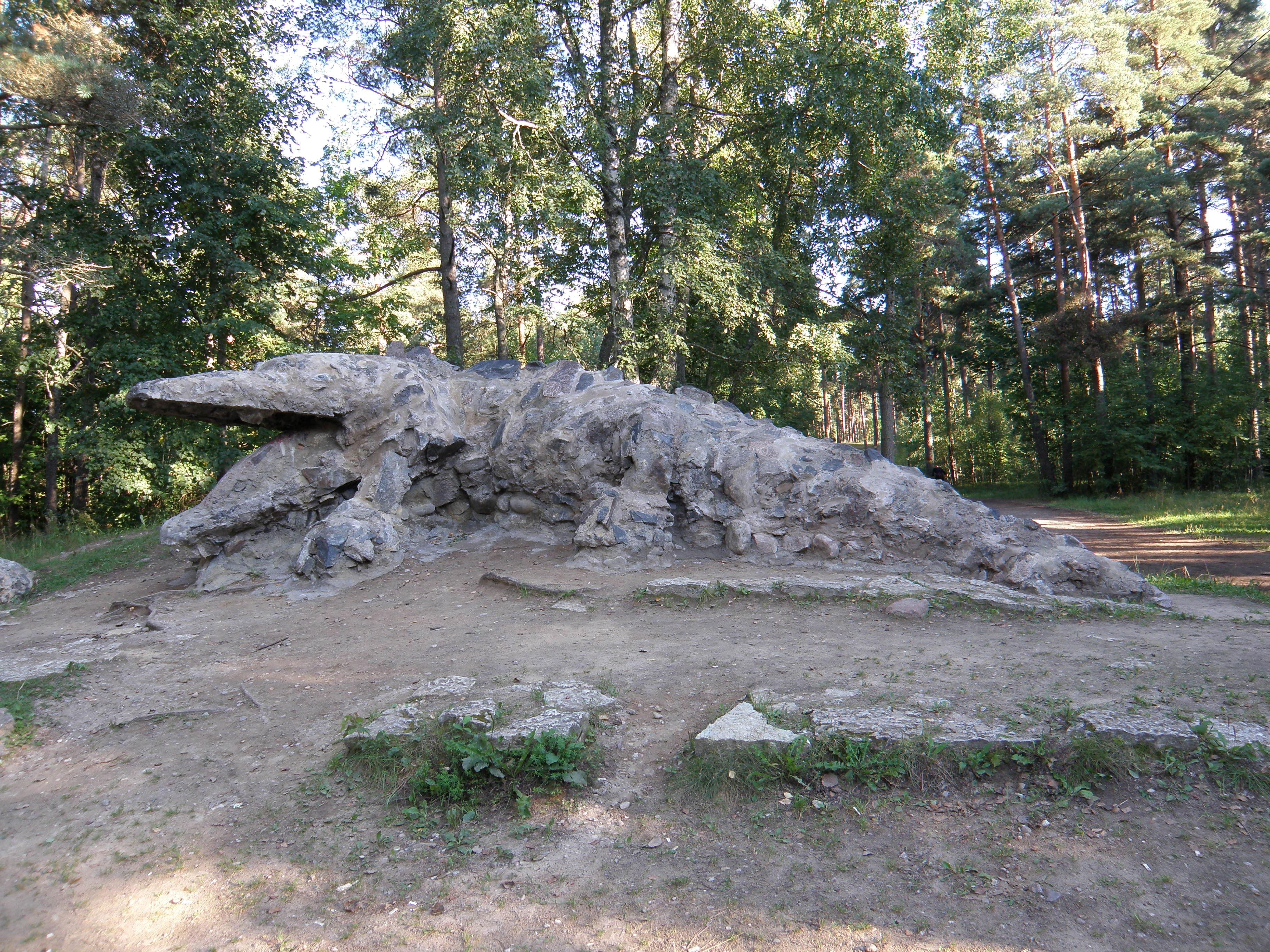
تمساح قلعة غلين

## وصلات خارجية
- Official page at the website of جامعة تالين للتكنولوجيا (بالإستونية)
- Mustamäe Manor at Estonian Manors Portal